# Oklahoma!

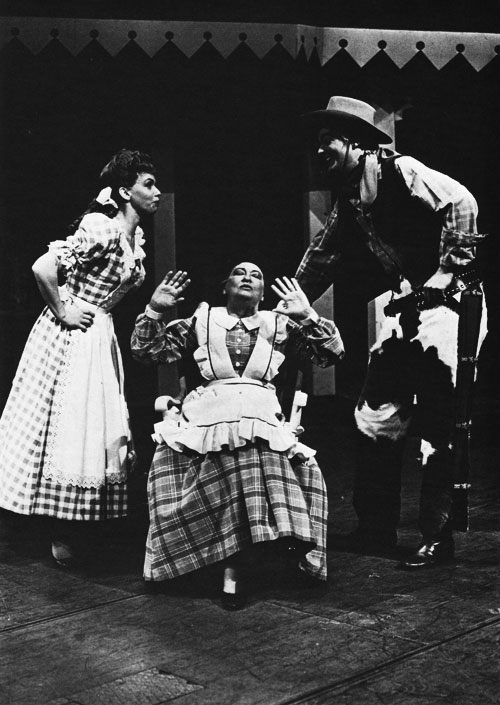
Harriet Forssell som Laurey, Lars Ekman som Curly och Gudrun Brost som tant Eller på Malmö Stadsteater 1965.

Oklahoma! är en amerikansk musikal i två akter med musik av Richard Rodgers. Libretto av Oscar Hammerstein II som bygger på skådespelet Green grow the lilacs av Lynn Rigg.

## Historia
Oklahoma! utgjorde en brytning med musikalgenrens konventioner och blev en succé som skulle bilda skola för alla efterkommande musikaler. Rodgers och Hammerstein valde bort en inledning med de sedvanliga dansnumren. I stället presenteras en ensam man på scenen som sjunger en folkmusikbetonad visa: Oh, What a beautiful morning. Alla dans- och sångnummer skulle integreras i, och motiveras av, handlingen i stället för att följa den gängse revymässiga formen. Detta blev det nya idealet. Hädanefter skulle sång- och dansnummer som mer eller mindre stoppade handlingen för att någon skulle framföra en slagdänga bli passé. Den nya formen ledde till ett intimare samarbete mellan författare av manus och sångtexter, kompositörer och koreografer.
Musikalen hade Broadwaypremiär den 31 mars 1943 på St. James Theatre, efter att först spelats i New Haven och Boston under titeln Away We Go!. Den var inte ens utsåld, men en enig kritikerkår höjde den till skyarna. Musikalen blev därefter snabbt en av alla tiders största kassasuccéer på Broadway och den gavs 2 212 gånger. Därefter for ensemblen på en årslång turné som omfattade 70 städer i USA. Ett annat turnésällskap spelade musikalen under hela tio år. På Drury Lane i London spelades efter premiären 1947 1 500 föreställningar på fyra år.
Första uppsättningen i Sverige var på Malmö Stadsteater 1948 med Ulla Sallert och Nils Bäckström i huvudrollerna och i regi av Poul Kanneworff och koreografi av Carl-Gustaf Kruuse.

## Personer
- Tant Eller
- Curly McClain
- Laurey Williams
- Will Parker
- Ado Annie Carnes
- Jud Fry
- Ali Hakim
- Andrew Carnes, domare
- Gertie Cummings
- Cord Elam, sheriff
- Ike Sidmore, farmare
- Fred, Slim, Mike, farmare

## Handling
Musikalen är okomplicerad och utspelar sig bland enkelt folk. Den framställer rasism och fiendskap mellan jordbrukare och cowboys i 1800-talets Oklahoma Territory. I handlingens centrum står två kärlekspar: Curly och Laurey och Will och Ado Annie.  

## Kända melodier
- Oh, what a beautiful morning - Oh, en så'n underbar morgon
- The surrey with the fringe on top - Min lilla trilla
- People will say we're in love - Folk tror så lätt man är kär
- Out of my dreams - Bort från min dröm
- Oklahoma – musikalens signaturmelodi och delstaten Oklahomas officiella låt

## Filmatisering
1955 filmatiserades musikalen av regissören Fred Zinnemann.